# St. Moritz (Taucha)

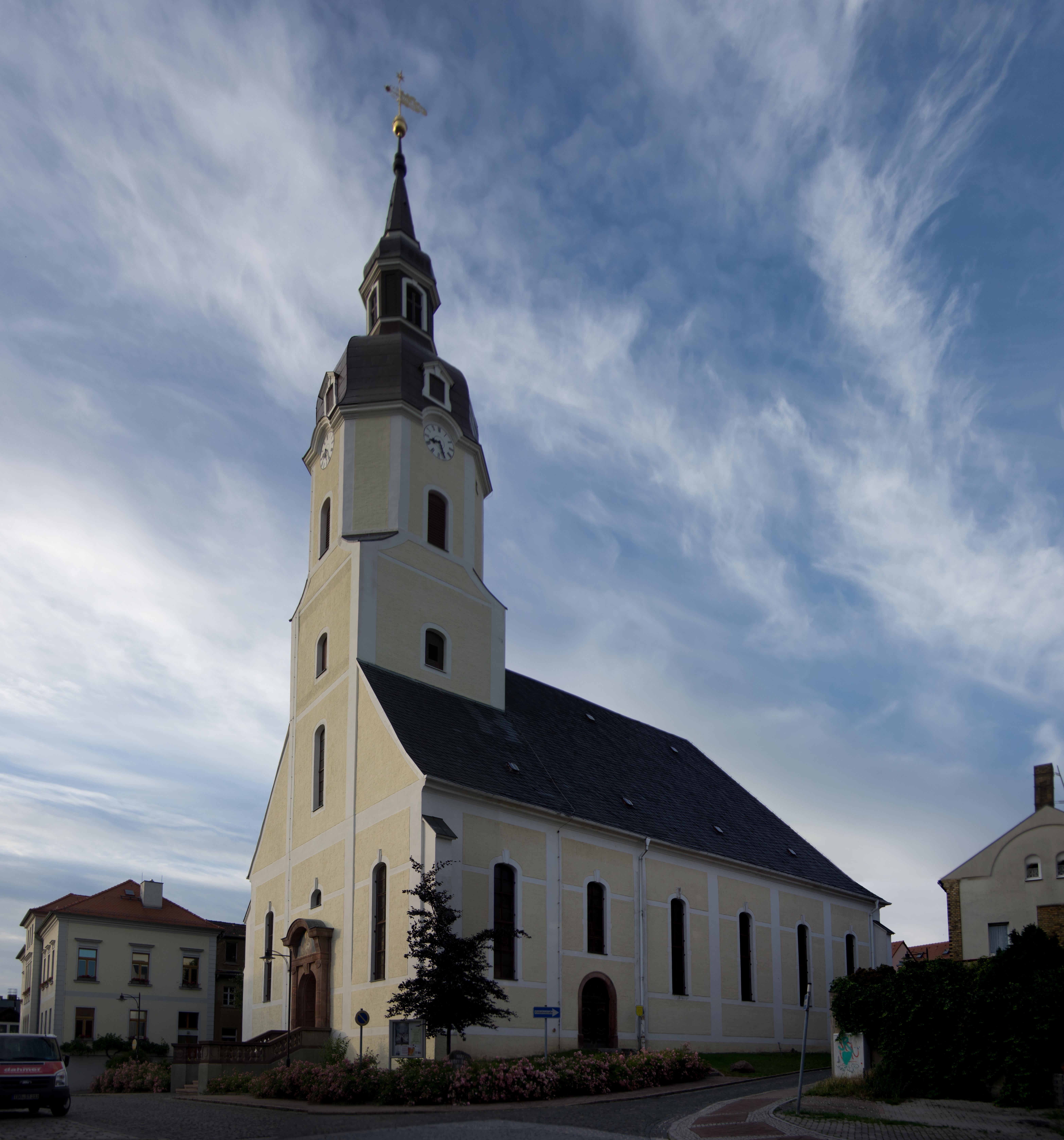
St.-Moritz-Kirche zu Taucha

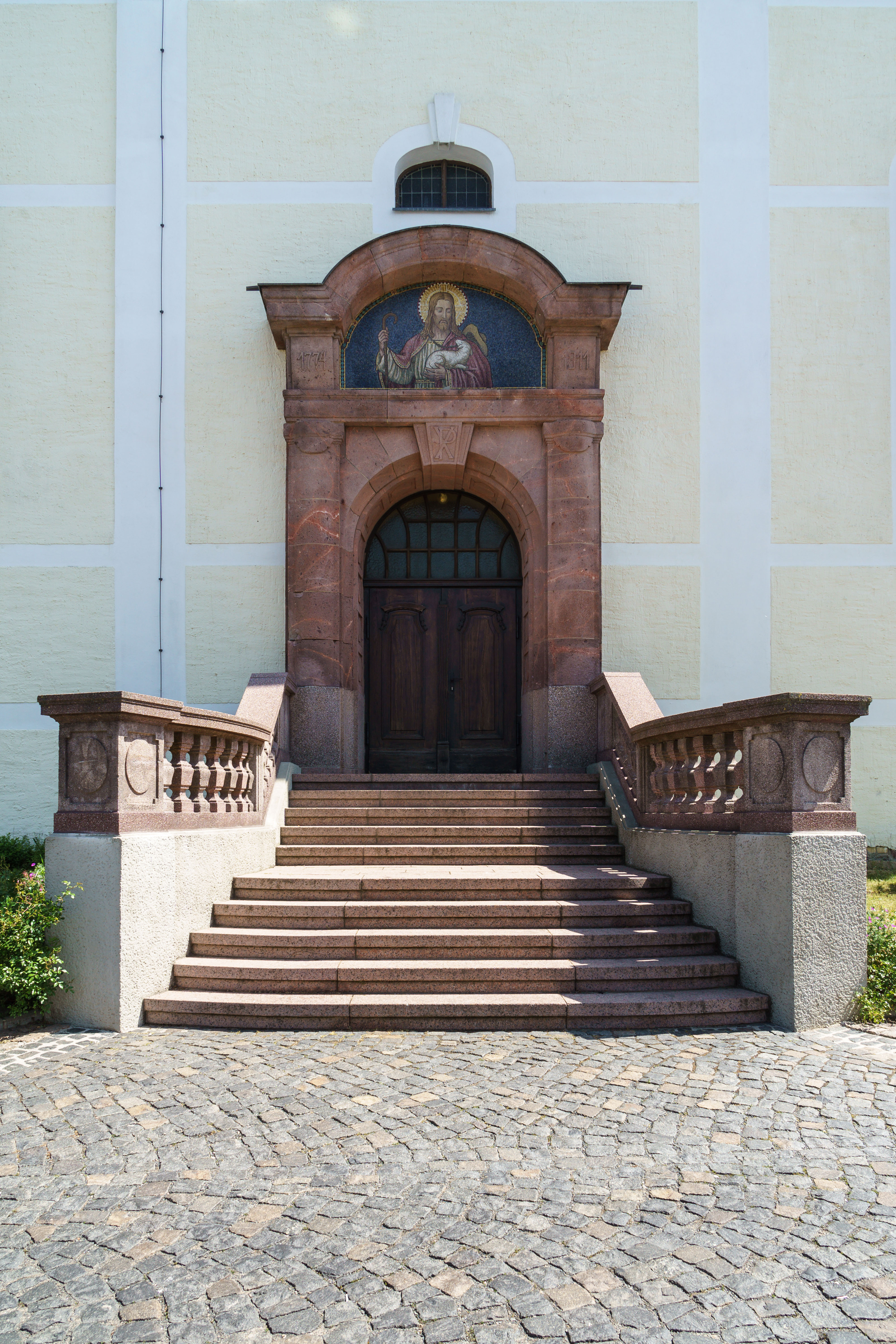
Kirchen-Portal mit Jesus-Mosaik, den Jahreszahlen 1774 (links), 1911 (rechts) und Schlussstein (Mitte) mit Christusmonogramm ΧΡ

Die Kirche St. Moritz – Eigenschreibweise laut Kirchgemeinde: Sankt-Moritz Kirche zu Taucha – ist das evangelisch-lutherische Gotteshaus in Taucha im sächsischen Landkreis Nordsachsen. Die Saalkirche der Evangelisch-Lutherischen Landeskirche Sachsens ist ein Kulturdenkmal im Freistaat Sachsen und gehört mit seinem markanten Kirchturm zum Stadtbild. Namenspatron ist der Heilige Mauritius.

## Geschichte

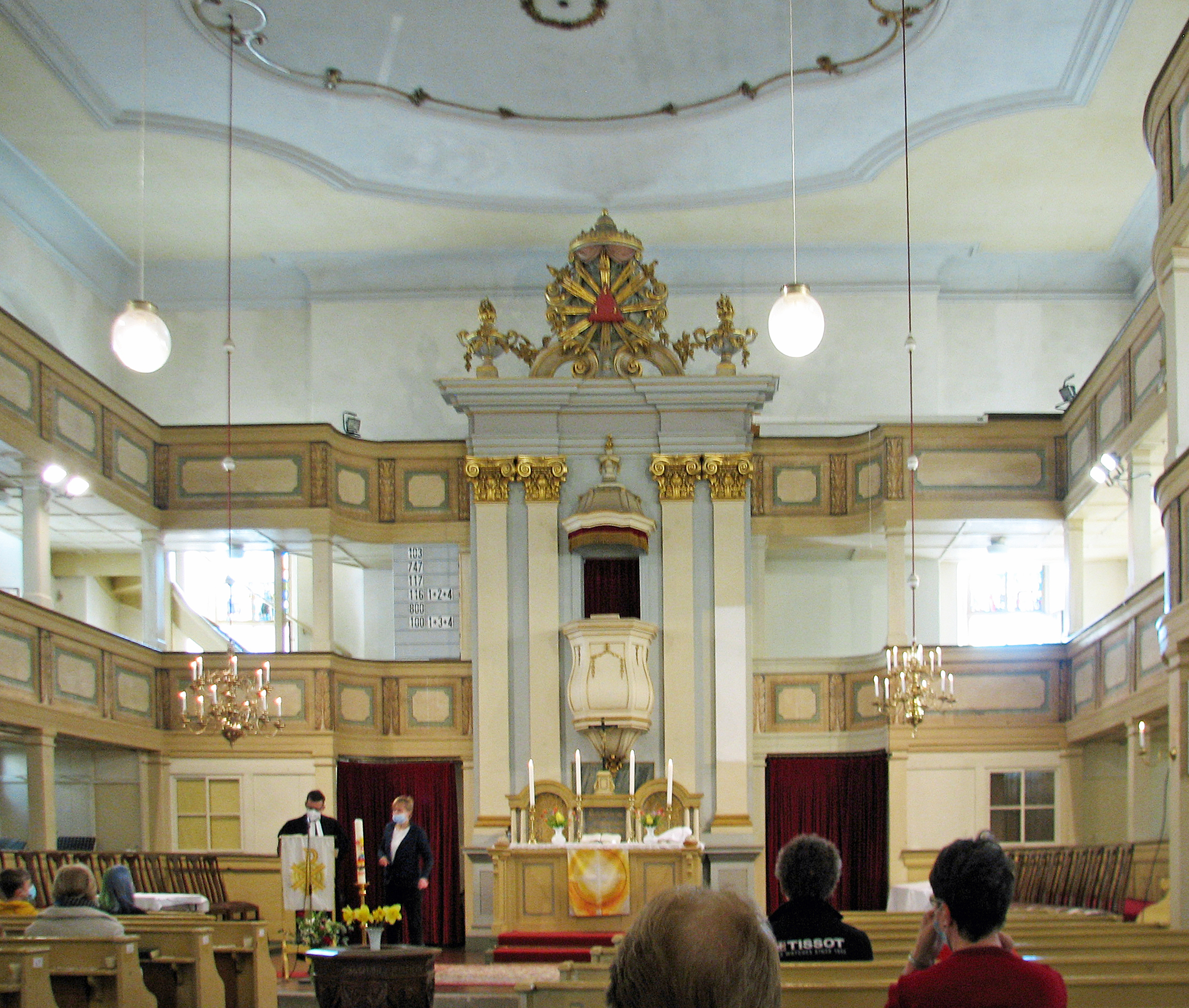
Kirchensaal mit Kanzelaltar (April 2021)

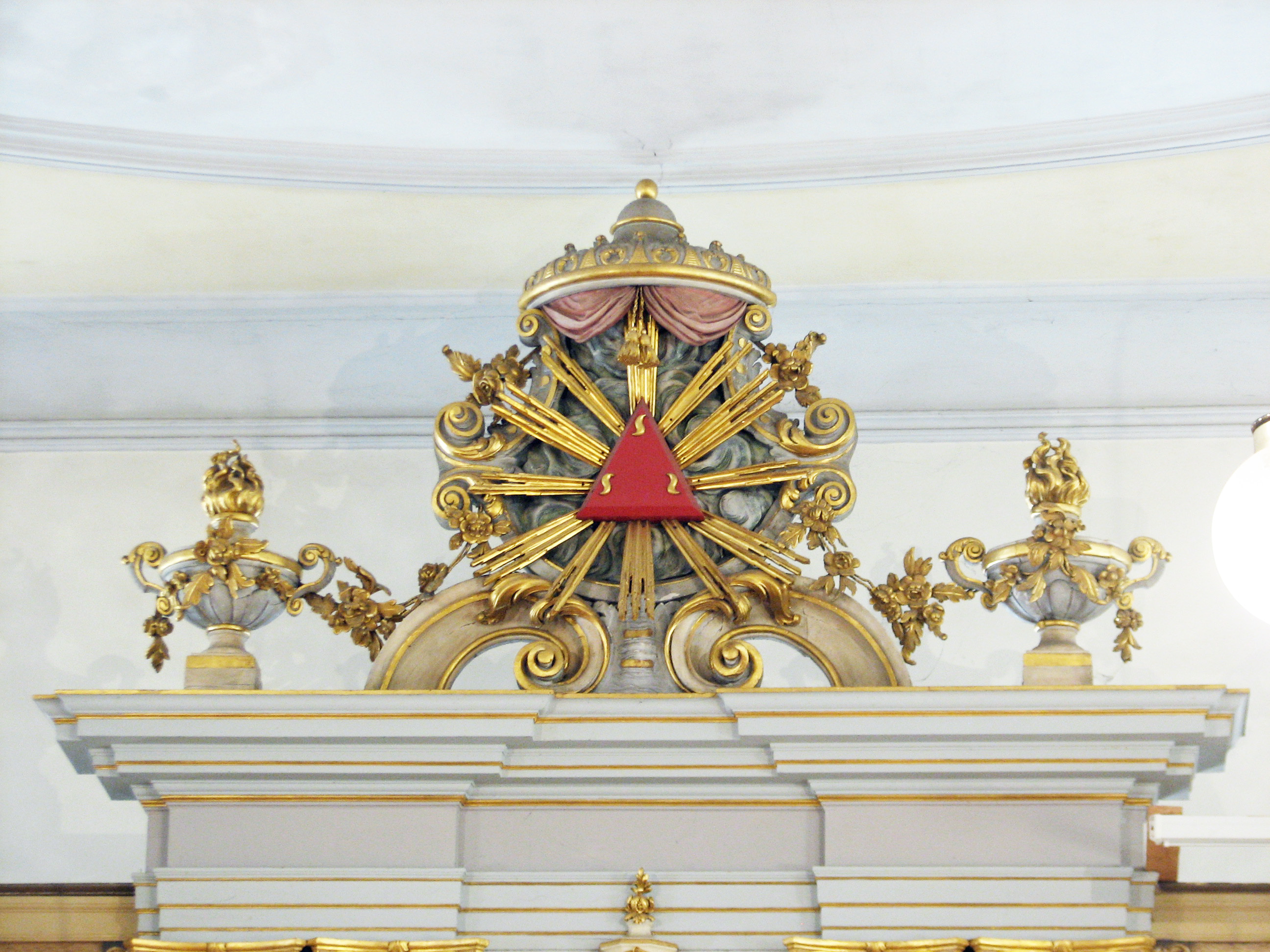
Kanzelaltar-Krone

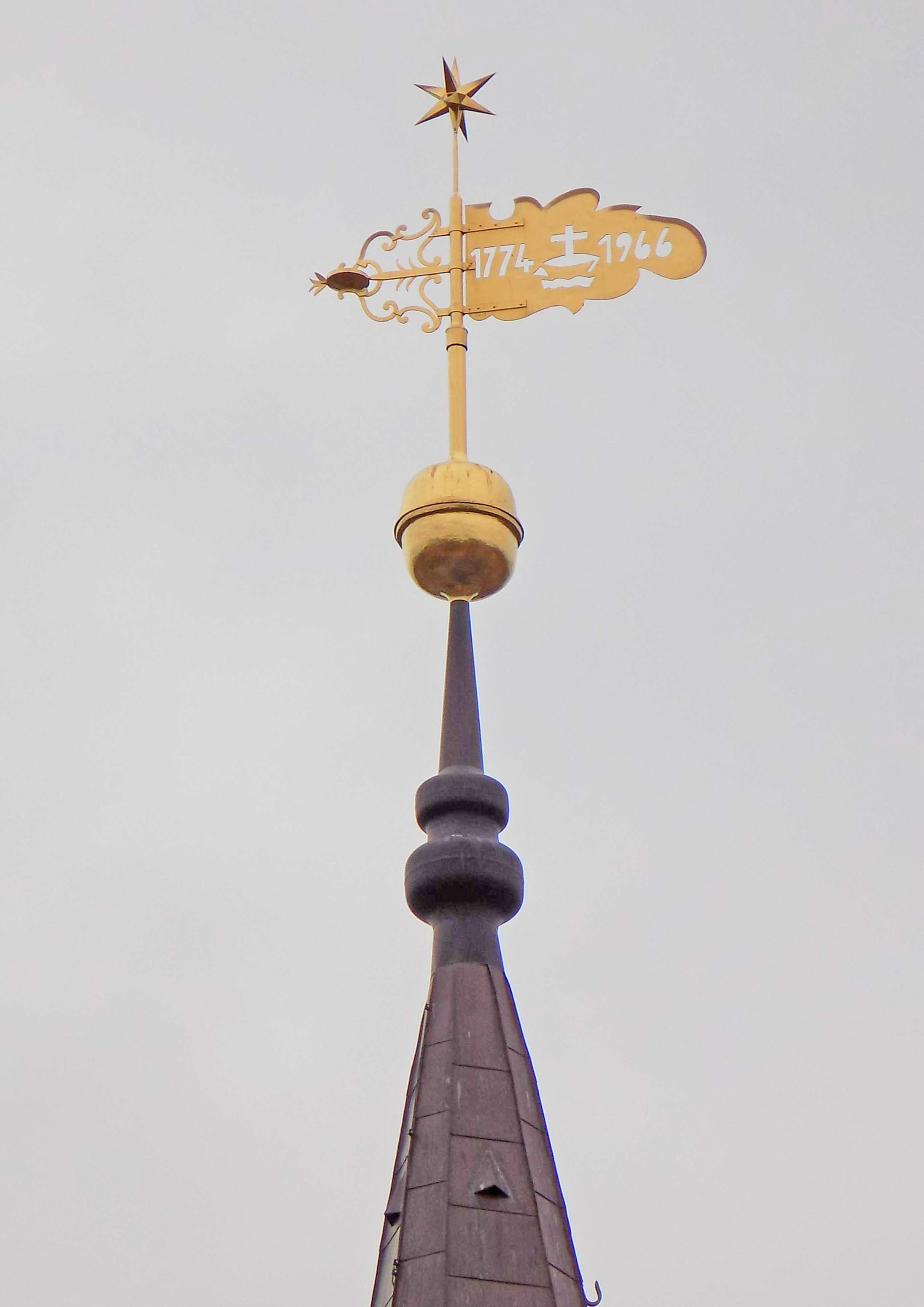
Kirchturm-Spitze

Zwischen 1220 und 1250 wurde in direkter Nähe zum Markt die erste steinerne Stadtkirche errichtet. Sie wurde dem Heiligen Mauricius, dem Schutzheiligen von Stadt und Erzstift Magdeburg, geweiht und trägt seitdem den Namen St.-Moritz-Kirche. Beim ursprünglichen Baustil gibt es Hinweise auf Romanik und Gotik.
Der Sakralbau wurde bald zu klein für die Kirchgemeinde. Als der Tauchaer Bürger Amandus Küster 1594 der Kirche ein Stück Feld hinter dem Eilenburger Tor schenkte, wurde diese Fläche als Friedhof genutzt. So ergab sich zwischen 1600 und 1603 die Möglichkeit, das Kirchenbauwerk zu vergrößern. Erhalten blieben die inneren Pfeiler und der Turm; Kirchendach, äußere Pfeiler, hölzerne Decke und Umfassungsmauern entstanden neu.
Beim Stadtbrand am 12. Juli 1682 blieb die Kirche nahezu verschont, jedoch wurde sie beim „Großen Stadtbrand“ am 9. Juli 1768 fast vollständig zerstört. Der Wiederaufbau begann im Oktober 1772 unter Leitung der Stadt Leipzig als Stadtherrin und Kirchenpatronin. Am 2. Dezember 1772 erfolgte die Grundsteinlegung mit Leipzigs Bürgermeister Heinrich Born und Senatoren aus Leipzig.
Finanziert wurde der Bau mittels einer vom Kurfürsten genehmigten Sammlung in den Kirchenbezirken Leipzig, Chemnitz, Freiberg und Plauen, die 2.000 Taler einbrachte. Auch spendeten die „Glieder der Parochie Taucha“ nennenswerte Beträge. Der Transport des Bauholzes war laut kurfürstlicher Anordnung frei von Abgaben, dieser erfolgte kostenfrei von Landwirten aus Taucha und Umgebung.
Die Einweihung war am 25. September 1774. Die Kirche war nunmehr eine große barocke Hallenkirche mit zweigeschossigen Empore, zwei Herrschaftsstuben neben dem Altar, Sakristeien sowie einem Kanzelaufbau über dem Altar.
Am 10. Dezember 1911 wurde die nach den Plänen des Architekten Baurat Julius Zeißig im Innern neugestaltete Kirche neu geweiht. Zwischen 1980 und 1983 wurden das Dach der Kirche neu gedeckt, in den Folgejahren der Innenraum renoviert und später die Fassade saniert.
Aktuell (Stand: Januar 2021) plant die Kirchgemeinde die umfangreiche Innensanierung der Kirche, deren Kosten auf rund 600.000 Euro geschätzt werden.

## Orgeln

### Geschichte
- 1580: Johann Nicolaus Sergius erhielt für sein Orgelspiel 7 Gulden und 9 Groschen Jahreslohn, der Calcant (Blasebalgtreter) 1 Gulden 9 Groschen – damit ist das Vorhandensein einer Orgel, über die nichts weiter überliefert ist, belegt.
- 1583: Orgelbauer Bartel Zenker aus Eilenburg reparierte eine Orgel mit 13 Registern, die schon längere Zeit vorhanden war.
- 1679: Umbau dieser Orgel für 200 Gulden und mit neuem Gehäuse von Orgelbauer Donat, Leipzig.
- 1768: die Kirche fiel dem Stadtbrand zum Opfer, von der Orgel konnten nur 15 Zinnpfeifen gerettet werden; danach fanden die Gottesdienste im Saal des Schlosses mit musikalischer Umrahmung eines Orgelpositivs statt.
- 1772/1774: Neubau der St. Moritz-Kirche, Einweihungsgottesdienst am 25. September 1774 mit dem Orgelpositiv des Schlosssaales.
- 1796: Einbau des Haupt- und Brustwerkes der Orgel aus der Leipziger Nikolaikirche durch Johann Gottfried Trampeli, einem Werk von Zacharias Thayßner von 1593/1594 mit 2 Manualen und  22 Registern, die Kosten trug der Rat der Stadt Leipzig.
- 1859: Umbau der Thayßner/Trampeli-Orgel von Orgelbauer Nicolaus Schrickel, Eilenburg, der einem “inneren Neuaufbau” entsprach, auf 2 Manuale, 18 Register. Preis: 975 Taler.
- 1911: Neubau durch die Orgelbaufirma Beyer, Magdeburg, nach einem Dispositionsentwurf des damaligen Thomasorganisten Karl Straube, 2 Manuale, 34 Register, Preis 12.805 Mark.
- 1964: aus dem noch verwendungsfähigen Material baute Tauchas Kantor und Orgelbauer Hans Schuricht ein Interimsinstrument, das bis zur Erstellung einer neuen Orgel verwendet werden sollte, 1 Manual, 6 Register.

#### Jetzige Hauptorgel
1996 konnte dank zahlreicher Spenden vieler Gemeindemitglieder und mit der Gemeinde verbundener Personen eine zweimanualige Orgel mit 18 Registern und 1.200 Pfeifen eingebaut werden. Sie war 1975 von Günter Ismayr (Bernried) für die Kirche St. Nikolaus und Ulrich in Nürnberg-Mögeldorf für 150.000 D-Mark gebaut worden. Orgelbau Eule baute das Gehäuse dafür um und passte die Intonation an die Situation in der St. Moritz-Kirche an. Diese Arbeiten kosteten 200.000 D-Mark.

#### Disposition
| I Hauptwerk C–g3   |       |
| Prinzipal          | 8′    |
| Rohrflöte          | 8′    |
| Oktave             | 4´    |
| Waldflöte          | 2´    |
| Mixtur IV          | 1 ⁄3′ |
| Spanische Trompete | 8′    |
| Tremolo            |       |

| II Brustwerk (schwellbar) C–g3 |                |
| Holzgedackt                    | 8´             |
| Blockflöte                     | 4´             |
| Quinte                         | 2 ⁄3’          |
| Oktave                         | 2´             |
| Terzian                        | 1 3⁄5’ + 1 ⁄3’ |
| Zimbel III                     | 1⁄2’           |
| Rohrschalmei                   | 8´             |
| Tremolo                        |                |

| Pedal C–f1     |     |
| Subbass        | 16′ |
| Oktavbass      | 8′  |
| Choralbass     | 4´  |
| Rauschbass III |     |
| Posaune        | 16´ |

- Koppeln: II/I, I/P, II/P
- Zimbelstern c-e-g-b-a-g-f-d
- mechanische Spiel- und Registertraktur
- Stimmung: gleichstufig, a1=440 Hz /18 °C[7]

### Positiv
Seit 31. Oktober 2012 steht auf der zweiten Empore ein Positiv der Firma Wilhelm Rühle & Sohn aus Moritzburg. Das Instrument aus dem Jahr 1965 stammt aus der Matthäusgemeinde Leipzig-Nordost aus deren Gemeindesaal in Thekla. Es ermöglicht dank seiner speziellen Stimmung die authentische Aufführung der Musik der Renaissance.

## Glocken
Das Geläut besteht aktuell (Stand: Januar 2021) aus drei Bronze-Kirchenglocken mit den Tönen d' +8 (Kunst- und Glockengießerei Lauchhammer, 1926), fis’ +10 (Glockengießerfamilie Schilling, 1964) und a’ +1 (Kunst- und Glockengießerei Lauchhammer, 1926).
Glockengeschichte
Beim Stadtbrand im Juli 1768 wurden mit der Kirche auch die Glocken zerstört. Im selben Jahr schuf Leipzigs Glockengießer Andreas Berger eine kleine Glocke, die „Viertelglocke“. Sie hing in einem Holzgestell auf dem Markt und rief die Gläubigen zum Gottesdienst in den Festsaal des Schlosses. 1780 erhielt die Kirche zwei neue Glocken, ebenfalls gegossen von Glockengießer Andreas Berger nach mehreren Fehlversuchen. Die „Viertelglocke“ gelangte 1795 in den Kirchturm.
1874 ersetzte man die zwei großen Glocken mit einem Geläut aus drei neu gegossenen Glocken. Am 8. Juli 1917 läuteten die große und die kleine Glocke dieses Geläutes zum letzten Mal, sie mussten für den Ersten Weltkrieg als „Metallspende“ abgegeben werden.
Um die Anschaffung neuer Glocken finanzieren zu können, entstand nach dem Ersten Weltkrieg der „Tauchaer Glockenfonds“, in den sowohl Spenden als auch Einnahmen des Freiwilligen Kirchenchores flossen. 1926 wurden drei Bronzeglocken in Lauchhammer gegossen, in Taucha geweiht und in den Kirchturm eingehängt. Damit gehörte die Kirchgemeinde Taucha damals zu den wenigen, die sich Glocken aus kostbarer Bronze leisten konnten.
Am 13. März 1942 mussten zwei dieser Glocken für den Zweiten Weltkrieg als „Metallspende“ abgegeben werden.
Diese Glocken wurden auf den Glockenfriedhof nach Hamburg gebracht. Ob sie nach Kriegsende noch dort vorhanden waren und den Weg zurück nach Taucha nahmen, ist bis jetzt noch nicht ganz geklärt. Jedenfalls zogen in der zweiten Hälfte der 1950er Jahre die Tauchaer Handwerksmeister Lischetzke und Aßmann mit einem privaten Flaschenzug zwei Glocken am Turm hoch, wo sie bis heute ihren Platz haben.

## Geistliche der Kirchgemeinde
Die Internetseite pfarrerbuch.de listet für Taucha seit 1527 die 1. Stellen (Pfarrer), die 2. Stellen (Diakone) und die 3. Stellen (Diakone) auf.
1. Pfarrer
- 1527: Frießner, Aegidius
- 1540: Hoffrichter, Erasmus
- 1557: Kämmerer, Johannes
- 1583: Franke, Gregorius
- 1589: Franke, Nikolaus
- 1622: Bucher, Christoph
- 1630: Blötner, Johann
- 1638: Deuerlin, Christian
- 1675: Schmidt, Friedrich
- 1683: Wittig, Georg
- 1702: Hoffmann, Johann Gottlieb
- 1743: Bauer, Christian Gabriel
- 1746: Voigt, Heinrich Christian
- 1750: Hofmann, Christoph Gabriel
- 1769: Fritzsche, Paul Christoph
- 1770: Weiß, Christian Samuel
- 1775: Oernster, Friedrich Christian
- 1803: Köhler, Johann Friedrich
- 1820: Seyfart, Johann August
- 1858: Blüher, Maximilian
- 1861: Platz, Gustav Eduard
- 1869: Korn, Heinrich Wilhelm Hermann
- 1873: Wetzel, Paul Friedrich
- 1890: Ackermann, Guido Richard
- 1891: Kuhn, Oswald
- 1901: Sykora, Max Richard
- 1909: Schwäbe, Richard Oskar
- 1928: Loth, Friedrich Johannes
- 1935: Meinel, Max *Gottfried
- 1938: Hoffmann-Probst, *Walter Friedrich
- 1940: Meyer, *Johannes Gottlieb Heinrich Adam
- 1948: Rübner, Karl *Rudolf
- 1949: Winkler, Hermann Gotthold * Otto
- 1949: Winkler, Otto
- 1950: Knauf, Gerhard
- 1956: Bock, Hartmut
- 1956: Krusche, Günter
- 1958: Mendt, Dietrich
- 1959: Urbig, Joachim
- 1963: Török, Gudrun
- 1972: Petzoldt, Michael[14]
- 1975: Michael Gehre (bis 1. Juni 2008)[15]
- 2008: Dorothea Arndt (interim von Juni bis November 2008)
- 2008: Christian Gottfried Edelmann (bis 2017)[16][17]
- 2017: Stefan Zieglschmid (interim)
- aktuell (2021): Nico Piehler[18]

## Varia
- Seit dem Jahr 2021 hat die Kirchgemeinde Taucha 35 Hektar ihres Ackerlands an die KoLa Leipzig e.G. (KoLa = Kooperative Landwirtschaft) verpachtet. Damit kann auf dieser ehemals konventionell bewirtschafteten Fläche nun nach genossenschaftlichen Prinzipien regionales Gemüse für mehr als 1.000 Haushalte in und um Leipzig zu fairen Löhnen und mit ökologischen Anbaumethoden produziert werden.[19]